# Nouvelle Vague hongkongaise
Pour les articles homonymes, voir Nouvelle vague (homonymie).

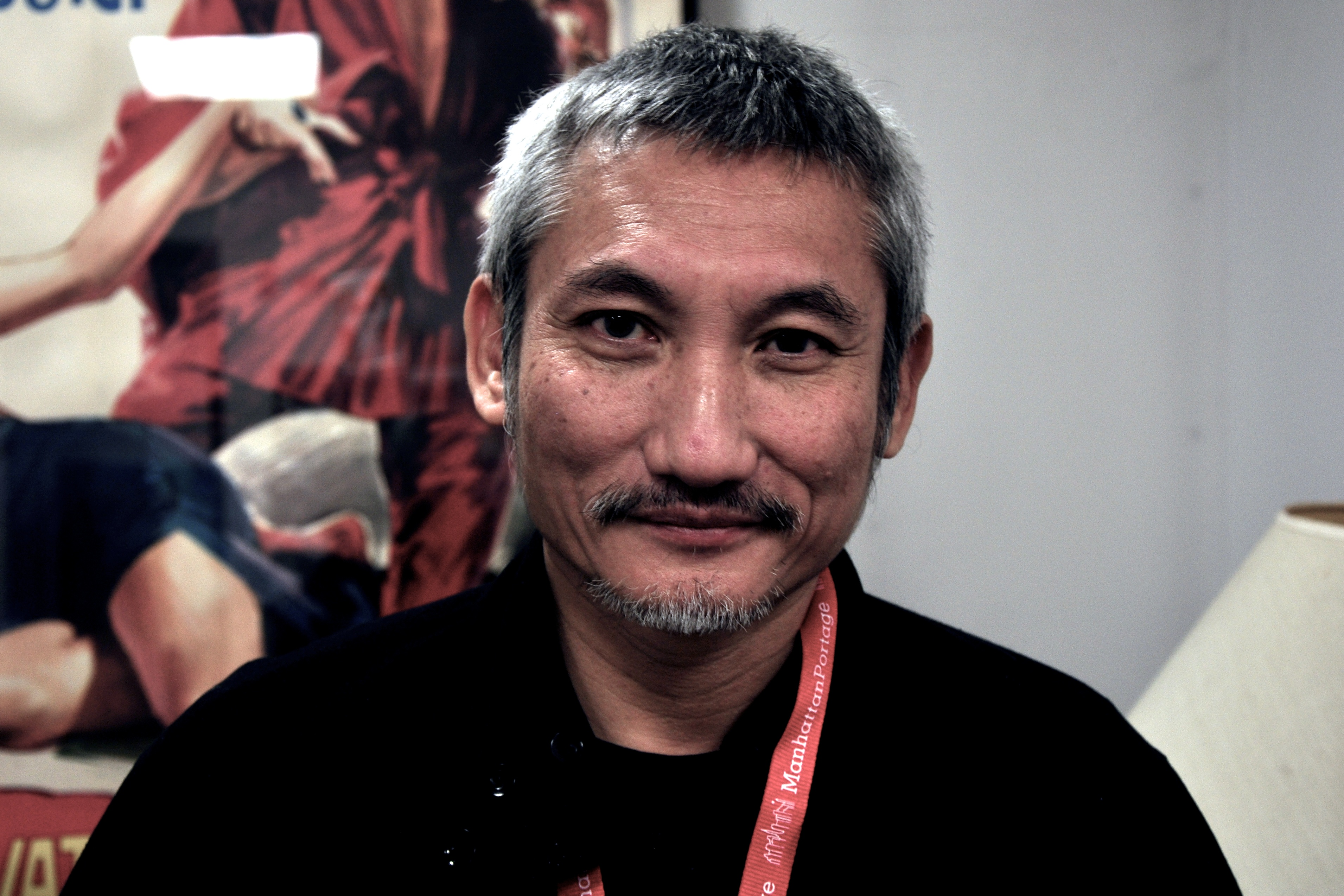
Le réalisateur Tsui Hark est une personnalité importante de la nouvelle vague hongkongaise, ayant fait émerger ce mouvement avec son film The Butterfly Murders en 1979, puis Histoire de cannibales et L'Enfer des armes l'année suivante.

La nouvelle vague hongkongaise est un mouvement du cinéma sinophone ayant lieu de 1979 jusqu'à maintenant.
Elle naît du système de production infernal de la Shaw Brothers qui ne donne naissance qu'à des œuvres standardisées en grande quantité et bride les réalisateurs à son service qui doivent travailler rapidement et toujours de la même manière. Ceux-ci se réfugient d'abord à la télévision pour s'exprimer avant de revenir au cinéma où ils mettent en place un autre système de production indépendant. Le film qui fait émerger ce mouvement est The Butterfly Murders (1979) de Tsui Hark qui propose un spectacle inédit à l'époque, bien que ce soit un échec commercial car sa narration et sa forme innovantes rebutent le public hongkongais habitué depuis des années à des œuvres de pur divertissement. Il enchaîne l'année suivante avec Histoire de cannibales qui écœure le public et surtout L'Enfer des armes, un film subversif censuré de plus du tiers et vu comme le sommet de la nouvelle vague. De nouveaux genres apparaissent et s'établissent définitivement comme le polar, le drame naturaliste ou le film d'horreur.
Elle prend fin rapidement en 1984 lorsque les réalisateurs impliqués prennent conscience qu'ils ne pourront pas vivre éternellement de ce cinéma et acceptent de retourner à la Shaw Brothers qui, de son côté, désire finalement évoluer et insuffler de la modernité dans ses films en utilisant justement ces réalisateurs de la nouvelle vague. C'est néanmoins le studio Cinema City qui précipite la fin du mouvement en produisant des comédies très populaires (comme les Mad Mission) qui ruinent définitivement la Shaw Brothers qui produit un dernier film, Women, en 1985. La conséquence directe en fut la fondation de la Film Workshop par Tsui Hark qui produit alors Le Syndicat du crime (qui lance la mode de l'heroic bloodshed) en 1986 et Histoire de fantômes chinois en 1987, deux films qui redéfinissent définitivement la forme du cinéma hongkongais, le rendant plus moderne.

## Origines du mouvement

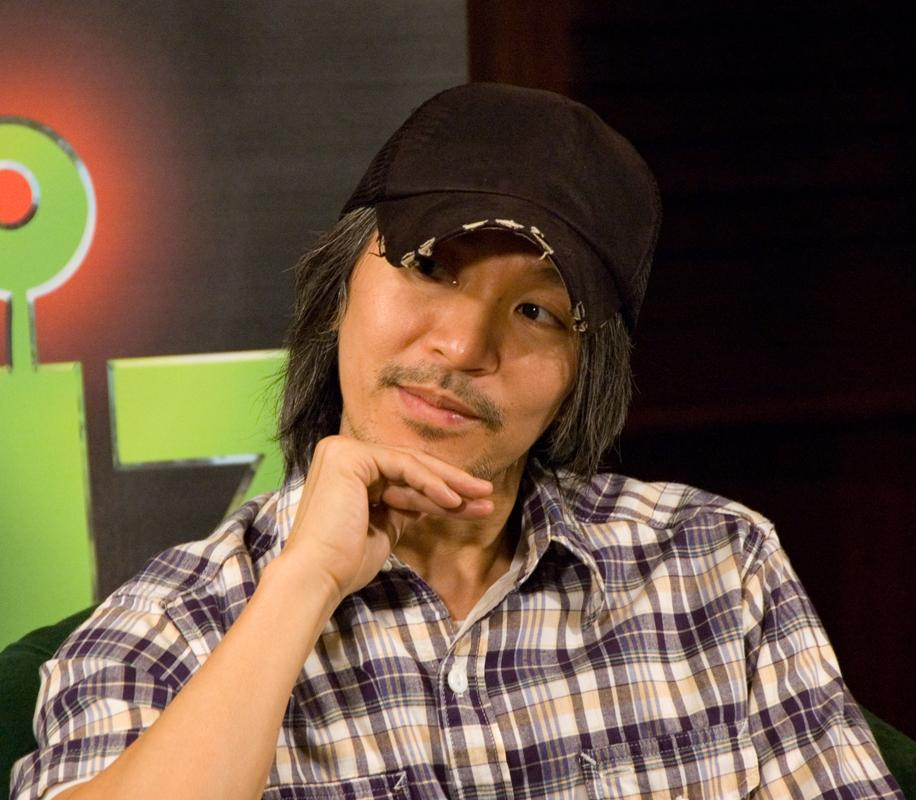
Stephen Chow

Les prémices de ce mouvement apparaissent dès le début des années 1970 tandis que la Shaw Brothers domine sans concurrence le cinéma hongkongais en produisant une quantité extrêmement importante de films en mandarin usant cependant toujours des mêmes recettes jusqu'à l’écœurement et avec des genres ne se renouvelant jamais. Le public commence alors à se lasser et une partie du personnel de la Shaw Brothers, se sentant bridé artistiquement dans un système de production infernal, quitte le studio pour fonder la Golden Harvest en 1970. Le changement arrive en 1971 avec l'irruption soudaine de Bruce Lee, qui devient immédiatement une célébrité nationale, et l'apparition à la télévision des frères Hui, un trio de comiques qui se produit dans son émission à succès du Hui Brothers Show. Après la mort de Bruce Lee, la Shaw Brothers souffre des succès incessants des films de bruceploitation mais également du passage des frères Hui au cinéma qui réalisent alors des comédies en cantonais faisant fureur à Hong Kong : Games Gamblers Play (1974), Ultime message (1975) et Mr Boo détective privé (1976), les rendant plus célèbres que Bruce Lee lui-même. Ils sont les premiers à faire de la comédie un genre important et imposent définitivement le cantonais comme langue principale du divertissement à Hong Kong grâce à leur jeux de mots extrêmement fins et efficaces.
La nouvelle vague hongkongaise débute en 1979 lorsque les réalisateurs se mobilisent pour faire émerger un cinéma nouveau à travers une réforme totale. Durant les années 80, l'industrie cinématographique commence à prospérer. Comme beaucoup de ménages chinois n'ont pas de télévision à l'époque, les films sont la principale source de divertissement. Beaucoup de réalisateurs de la nouvelle vague ont reçu une éducation de style occidental et sont donc influencés par la culture et le cinéma occidentaux alors qu'il y a une sorte de blocus du cinéma étranger en Chine jusqu'en 1975. Leurs films manquent de cohérence, stylistiquement parlant. Le terme de « nouvelle vague » est alors plutôt utilisé pour faire la distinction entre les nouveaux réalisateurs et la réalisation de films en studio. Ces films utilisent des nouvelles technologies, telles que le son synchronisé, les nouvelles techniques de montage et le tournage de films en extérieur.

## Seconde vague
En 1984, la nouvelle vague commence à attirer l'attention à l'international, incitant ainsi la naissance d'une seconde vague dont les réalisateurs principaux sont Stanley Kwan, Wong Kar-wai, Mabel Cheung, Alex Law (en), Fruit Chan, Peter Chan, et Tammy Cheung (en), et de nombreux autres,.

## Personnalités majeures

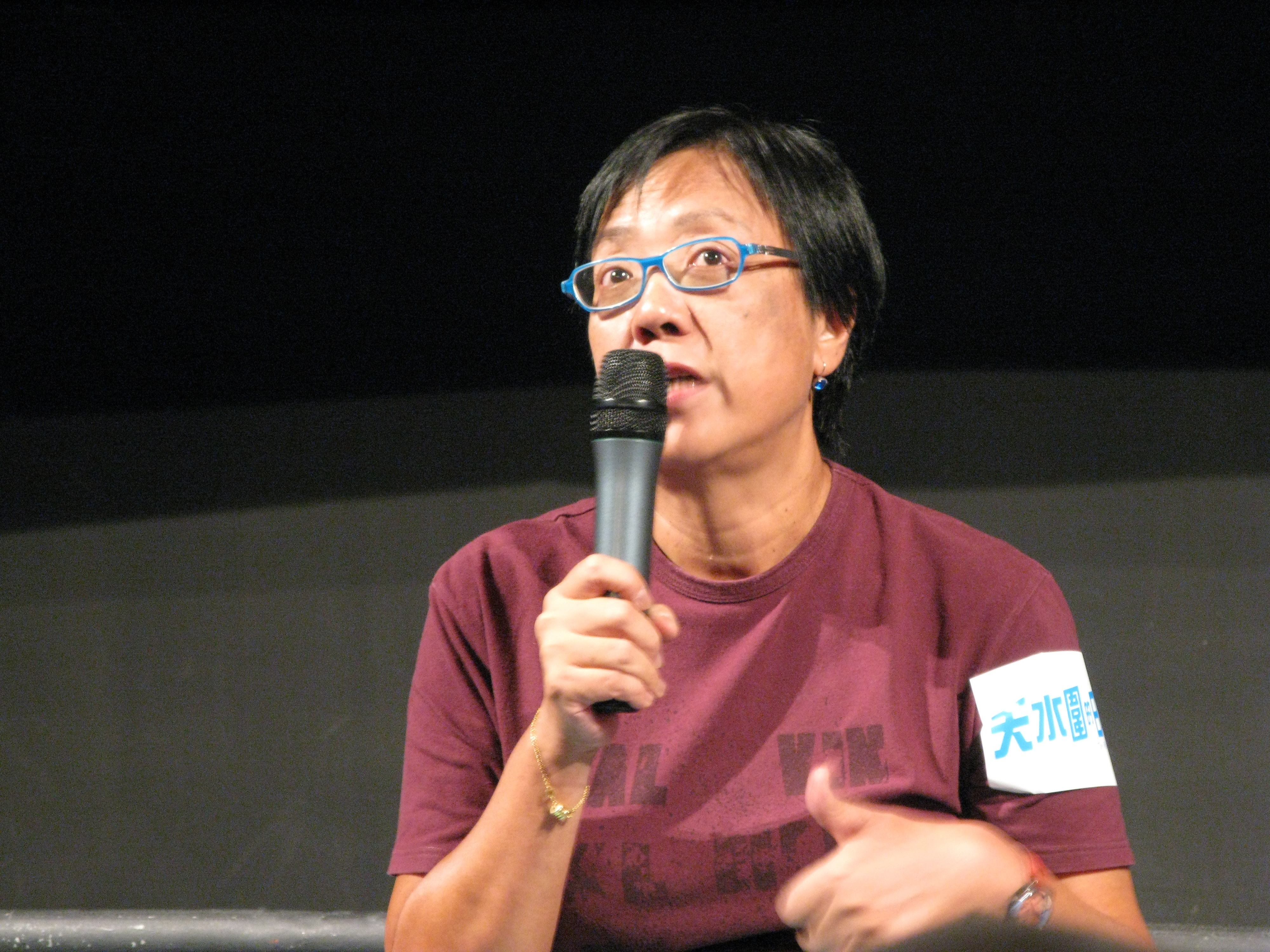
La réalisatrice Ann Hui est une personnalité importante de la nouvelle vague hongkongaise.

- Alex Cheung Kwok-ming avec Cops and Robbers en 1979
- Tsui Hark (avec The Butterfly Murders en 1979 et Histoire de cannibales et L'Enfer des armes en 1980)
- Ann Hui (avec les drames The Story of Woo Viet en 1981 et Passeport pour l'enfer en 1982)
- Yim Ho (avec The Extras en 1978, le premier film de la nouvelle vague hongkongaise)
- Patrick Tam (avec le wu xia pian The Sword en 1980 et le slasher Love Massacre en 1981)
- Allen Fong (avec le drame naturaliste Ah Ying en 1983)
- Dennis Yu (avec le film d'horreur The Imp (en) en 1981)
- Kirk Wong (avec le polar The Club en 1981)
- John Woo
- Wong Kar-wai
- Agnes Ng Siu-wan
- Sammo Hung